# Nicolás Olmos
Gral. Nicolás Olmos fue un militar mexicano que participó en la Revolución mexicana. Nació en la Huasteca veracruzana y se dedicó a las labores del campo. En 1910 se adhirió al maderismo. Tras la muerte de Francisco I. Madero, se levantó en armas para combatir a los huertistas, estableciendo su cuartel en Temazate. Alcanzó el grado de general.     